# 게오르기옙스크
게오르기옙스크(러시아어: Георгиевск)는 스타브로폴 지방에 위치한 도시이다. 폿쿠모크 강에 접해 있다. 인구는 7만575명 (2002년); 4만4,000명 (1970년)이다.

## 역사
1777년에 요새로 지어졌고 1783년에 이곳에서 러시아와 조지아 사이에 게오르기옙스크 조약이 체결되었다. 1786년에 도시로 등록되었다. 1802년에는 캅카스카야 쿠베르니야의 중심지였다.